# Paul Souriau
Paul Souriau, född 1852 i Douai, död 1926 i Nancy, var en fransk estetiker. Han var far till Étienne Souriau.
Souriau var professor i filosofi vid universitetet i Lille och sedan i Nancy. Han författade bland annat L'esthétique du mouvement (1889), La suggestion dans l'art (1892; 2:a upplagan 1909), La réverie esthétique (1906), Les conditions du bonheur (1908) och L'esthétique de la lumière (1910).